# Mesothen temperata
Mesothen temperata är en fjärilsart som beskrevs av William Schaus 1911. Mesothen temperata ingår i släktet Mesothen och familjen björnspinnare. Inga underarter finns listade i Catalogue of Life.